# Okręg Dole
Okręg Dole (fr. Arrondissement de Dole) – okręg we wschodniej Francji. Populacja wynosi 77 100.

## Podział administracyjny
W skład okręgu wchodzą następujące kantony:
- Chaussin,
- Chemin,
- Dampierre,
- Dole-Nord-Est,
- Dole-Sud-Ouest,
- Gendrey,
- Montbarrey,
- Montmirey-le-Château,
- Rochefort-sur-Nenon,
- Villers-Farlay.